# باشماق (مریوان)
باشماق، روستایی از توابع بخش خاوومیرآباد شهرستان مریوان در استان کردستان است.
این روستا در دهستان خاوومیرآباد قرار دارد و براساس سرشماری مرکز آمار ایران در سال ۱۳۸۵، جمعیت آن ۵۹ نفر (۱۷خانوار) بوده‌است.

## درخت کهنسال
در روستای باشماق یک درخت بلوط کهنسال وجود دارد که با شمارهٔ ۵۸۳ در تاریخ ۲۷ فروردین ۱۳۹۸ به عنوان میراث طبیعی ارزشمند در فهرست آثار ملی ایران ثبت شده‌است.